# كبل اتصالات بحري

مقطع عرضي لكبل الاتصالات البحري.
1. متعدد الإيثيلين.
2. شريط "مايلارن".
3. أسلاك حديد مجدولة.
4. حاجز ألمنيوم للماء.
5. بوليكاربونات.
6. أنبوب نحاسي أو ألمنيوم.
7. هلام بترولي.
8. ألياف بصرية.

كبل الاتصالات البحري (جمع: كُبُول) (بالإنجليزية: Submarine communications cable)‏، هو كبل يوضع في قاع البحر ويربط بين المحطات الأرضية لنقل إشارات الاتصالات عبر مساحات شاسعة من المحيطات والبحار. سهلت كبول الاتصالات البحرية الأولى التي وضعت في خمسينيات القرن التاسع عشر من نقل حركة التلغراف، وساهمت في إنشاء أول روابط اتصالات فورية بين القارات، يذكر أن أول كبل تلغراف بحري أنشأ عبر المحيط الأطلسي وبدأ تشغيله في 16 أغسطس 1858.
ربطت الكبول البحرية لأول مرة جميع قارات العالم (باستثناء القارة القطبية الجنوبية) من خلال ربط جزيرة جاوة بمدينة داروين في الإقليم الشمالي لأستراليا في عام 1871 تحسبا لاكتمال خط التلغراف البري الأسترالي [الإنجليزية] في عام 1872، والذي يتصل بدوره بأديلايد في جنوب أستراليا ومن ثم إلى بقية أنحاء أستراليا.
نقلت الأجيال اللاحقة من الكبول إشارة الهاتف، ثم حركة اتصالات البيانات. استخدمت هذه الكبول المبكرة أسلاكًا نحاسية في وسطها، في حين أن الكبول الحديثة اليوم تستخدم تقنية الألياف الضوئية لنقل البيانات الرقمية والتي تشمل الهاتف والإنترنت وحركة البيانات الخاصة. يبلغ قطر الكبول الحديثة عادةً حوالي 25 ملم (1 بوصة) وتزن حوالي 1.4 طن لكل كيلومتر (2.5 طن قصير لكل ميل؛ أو 2.2 طن طويل لكل ميل) لأجزاء أعماق البحار التي تشكل غالبية المسار، على الرغم من أنها أكبر حجمًا وأكثر ضخامة. تُستخدم الكبول الأثقل لأجزاء المياه الضحلة بالقرب من الشاطئ.

## التاريخ المبكر: التلغراف والكبول المحورية

### التجارب الناجحة الأولى
بعد أن قدم ويليام فوثرجيل كوك [الإنجليزية] وتشارلز ويتستون التلغراف في عام 1839، أصبحت فكرة إنشاء خط بحري عبر المحيط الأطلسي ينظر إليها على أنها ثورة مستقبلية. في وقت مبكر من عام 1840، أعرب صموئيل مورس عن حماسه لهذه الفكرة، وبحلول عام 1842، أجرى تجربة غمر فيها سلك معزول بالقنب والمطاط الهندي في مياه ميناء نيويورك ونجح في نقل إشارات التلغراف من خلاله، وفي الخريف التالي، أجرى ويتستون تجربة مماثلة في خليج سوانسي. ولضمان استمرارية عمل الكبل البحري الطويل، كان من الضروري العثور على مادة عازلة فعالة لحماية الكبل ومنع التيار الكهربائي من التسرب إلى الماء. في أوائل القرن التاسع عشر أجرى المهندس الكهربائي البروسي موريتس فون ياكوبي عدة تجارب على المطاط الهندي ليرى أن كان يصلح كمادة عازلة.
في عام 1842 ظهرت مادة صمغية عازلة أخرى يمكن صهرها بالحرارة وتطبيقها بسهولة على الأسلاك. هذه المادة، المعروفة باسم جوتا-برشا، مشتقة من النسغ اللاصق لشجرة الطبرخي. جلبت إلى أوروبا بواسطة ويليام مونتغمري [الإنجليزية] وهو جراح اسكتلندي كان يعمل لدى شركة الهند الشرقية البريطانية.

### الكبول التجارية الأولى
أنجزت شركة البرق الإنجليزية الفرنسية (بالإنجليزية: Anglo French Telegraph company)‏ أول خط بحري عبر قناة إنجلترا. كان الكبل سلك عادي مطلي بصمغ غوتا ريتشا بدون أي وسائل حماية أخرى، فكانت التجربة فاشلة ولم تمرر المعلومات اللازمة عبر الكبل. وفي سبتمبر 1851 أنجزت سفينة ضخمة تابعة لشركة برق تحت الماء (بالإنجليزية:  submarine telegraph company)‏ بمسماها الجديد كبلا قويا ومحميا عبر نفس القناة ، وكان ناجحا هذه المرة.
في سنة 1853 تم إنجاز كبل آخر ربط بين بريطانيا وإيرلندا وبلجيكا وهولندا.نفس السفينة أنجزت كبلا ربط بين مدينتين بلجيكيتين  في سبتمبر من نفس العام حصل 11 عطبا في كبل آخر يربط مدن جيرتسي والدرتي ووايموت نتيجة احتكاك صخور بالكبل الناجمة عن المد والامواج العاتية بسبب عاصفة ضربت المنطقة في سنة 1860 ثم استدعاء تقنيين لإصلاح الاعطاب نفس التقنيين أشرفو عن باقي عمليات ربط الكبلات

### حرب القرم (1853-1856)
خلال حرب القرم لعبت أشكال مختلفة من التلغراف دورًا رئيسيًا. في بداية الحرب كان هناك رابط تلغراف في بوخارست متصل بلندن. وفي شتاء عام 1854، وسع الفرنسيون وصلة التلغراف إلى ساحل البحر الأسود. في أبريل 1855، مد البريطانيون كبلًا تحت الماء من فارنا إلى شبه جزيرة القرم كي تصل أخبار حرب القرم إلى لندن في غضون بضع ساعات.

### كبل التلغراف عبر المحيط الأطلسي
قاد سايروس ويست فيلد المحاولات الأولى لمد كبل تلغراف عبر المحيط الأطلسي وأقنع الصناعيين البريطانيين بتمويل ومد كبل في عام 1858. ومع ذلك، لم تكن التكنولوجيا في ذلك الوقت قادرة على دعم المشروع؛ مما أدى إلى العديد من المشكلات منذ البداية، تم تشغيل الكبل لمدة شهر واحد فقط قبل أن يواجه الفشل. في المحاولات اللاحقة في عامي 1865 و1866 استخدمت سفينة إس إس جريت أيسترن وكانت أكبر سفينة بخارية في العالم تقنية أكثر تقدمًا وثبتت بنجاح أول كبل عبر المحيط الأطلسي. وبعد ذلك، قامت شركة غريت إيسترن بمد أول كبل يصل إلى الهند من عدن باليمن في عام 1870.

### الهيمنة البريطانية على الكبول المبكرة
من 1850 إلى غاية 1911 هيمنت بريطانيا على صناعة وإنجاز الكبلات البحرية
علم المسؤولون البريطانيون أن خطوط التلغراف التي تمر عبر دول غير بريطانيا، معرضة للقطع أو اعتراض الرسائل التي تمر عبرها خلال فترات الحرب.بدأت بريطانيا إجراء خطة لإنشاء شبكة عالمية تسري داخل حدود الدولة عرفت الخطة ب all red line, والتفكير في طريقة لاعتراض رسائل العدو
سارعت بريطانيا بعد إعلان الحرب العالمية الأولى على ألمانيا بقطع 5 كبلات كانت تربط ألمانيا بكل من فرنسا وإسبانيا بل حتى أمريكا الشمالية. الطريقة الوحيدة التي مكنت ألمانيا بالتواصل بعد ذلك هي عن طريق الشبكات اللاسلكية لتتمكن بعدها الغرفة 40 بالتنصت على محادثات الألمان. لعبت الكبلات البحرية دوراً أساسيا بالنسبة للشركات التجارية بحيث تمكن ملاك السفن بالتواصل مع القبطان حالما تصل إلى السفينة إلى وجهتها، بل أمكن أيضاً إعطاء إرشادات توجهها إلى منطقة أخرى لزيادة الحمولة ما إن تتوفر تقارير عن جودة السلعة وأثمنتها هناك.
استفادت الحكومة البريطانية هي الأخرى من هذه الكبلات في الحفاظ على التواصل الحكومي مع المحافظين داخل المملكة، عدا عن التواصل مع الوحدات العسكرية في دول أخرى تجمعها مع بريطانيا علاقات دبلوماسية
المميزات التي ساعدت في فعالية الكبلات فإيرلندا الشمالية والجنوبية تطلان على المحيط الأطلسي، نيوفولند في أمريكا الشمالية كانت طريقة مختصرة لعبور المحيط، ماقلل مت تكاليف التنق

### كبل إلى الهند وسنغافورة وشرق آسيا وأستراليا
مابين 1860-1870 تمددت الكبلات البريطانية لأقصى الغرب، إلى البحر الابيض المتوسط، المحيط الهندي، الهند (حاليا مومباي)، الأمر مهد لربط حاسم إلى السعودية سنة 1870 كبل بحري ربط مومباي وبريطانيا أنجزه أربع شركات كبل تحت وصاية الحكومة البريطانية في سنة 1872، الشركات الاربعة تحالفت لتنشئ شركة عملاقة هي eastern Telegraph company يملكها John peter شركة أخرى نفس النوع eastern extension, china and Australia Telegraph company عرفت باختصار ب extension في سنة 1872 كبل ربط أستراليا ومومباي عبر الصين وسنغافورة وفي 1876 الكبل ربط المملكة المتحدة ونيوزيلندا انطلق من لندن.

### الكبول البحرية عبر المحيط الهادئ
أول كبلات بحرية تعبر المحيط الهادي مزودة لخدمة التلغراف أنجز 1902-1903 ربط الولايات المتحدة بهاواي سنة 1902 ومن كوام إلى الفلبين سنة 1903.وربط كل من كندا، أستراليا، نيوزيلندا وفيجي سنة 1902 .
أول كبل بحري تعبر المحيط الهادي مزودة لخدمة الهاتف ربط هاواي واليابان سنة 1964، وسع الكبل ليربط غوام والفلبين سنة 1911 أصبج الكبل الذي ربط الولايات المتحدة الأمريكية باليابان أول كبل مجدد.

### الاتصالات الهاتفية عبر المحيط الأطلسي
في سنوات ال50 للقرن ال 19, تزايد الطلب على خدمات ايصال المعلومات بطريقه سريعه عبر المحيط الاطلسي، وكانت الحاجة الاساسيه لهذه الخدمات هي نقل المعلومات لاسعار البذور والقطن.
سايروس فيلد، الذي كان تاجر غني وشاب من نيويورك الذي استطاع ان يتنباء بالاردات المالية لتقديم خدمه نقل معلومات عبر وضع كبل تحت مائي بطول 2000 ميل الواصل بين نيوفينلاند لارلاندا، مع وصل الاطراف بين نيويورك ولندن. فيلد فهم سريعا ان التمويل والاشخاص ذوي اللمهارات متواجدون بالطرف الآخر للمحيط الاطلسي، تحديدا ببريطانيا. في سنه 1856 اقام فيلد شركه التيليغراف الاطلسي بلندن.
كثيره هي التخوفات التي احاطت فكرة الكبل الاطلسي، هذه التخوافات كانت حول اضمحلال الإشارة الكهربائية وخفوت قوتها، ظاهره التي تم اكتشافها لأول مره سنوات قليله قبل ظهور أول كبل تحت ارضي وتحت مائي، وتم وصفها من قبل مايكل فرادي سنه 1854. لهذه الظاهرة علاقه طرديه مع طول الكبل، الامر الذي وضع تخوفات لكميه الرسائل التي يمكن ارسالها باليوم الواحد ويمكنها ان تتكفل بمصاريف الكبل تحت المائي الاطلسي.
سيمنس تمكن من ملاحظه ظاهره اضمحلال الاشاره الكهرائيه في سنه 1849, الامر الذي جعله لاخذ افكار فرادي على محمل الجد بما يخص المواد العازله والإيصال الكهربائي. الكبلات التحت ارضيه الخاصة بسيمنس تعطلت بعد سنه أو سنتان على وضعها، والسبب هو ان المواد العازله الموضوعة على الكبلات أصبحت غير مجدية.
في سنة 1854, ويليام تومسون ذمج ما بين افكار فراداي المتعلقه بالإيصال الكهربائي وبين معادلات المتعلقه بانتقال الحرارة لكي يتوصل لنظرية رياضيه التي تصف انتقال التيار الكربائي عبر الكبلات.
تومسون اشار إلى ان ظاهرة الاضمحلال بالكبل لها علاقه طرديه مع خواص المقاومة والسعه الكهربائيه للكبل، وهذه الظاهرة يمكن تقليلها بواسطه استعمال كبل نحاسي معزول بواسطه جوتا- فريتشا.
كما ان نظرية تومسون نصت على هذه الظاهرة تكبر بشكل نسبي مع الطول التربيعي للكبل.
فيلد قرر بتوظيف وايتهاوس، جراح إنجليزي الذي قام بعمل تجارب كهربائيه بشكل هاوي وكان له تحفظات على نظريه تومسون، بمنصب مسؤول عن الترتيبات الكهربائيه للشركه.
بديسمبير 1856, ممولون اختارو تومسون للانضمام لمجلس المسؤلين لشركه التيليجراف الاطلسي. فيلد، الذي كان مضغوطا بالاوقات، قام بالتوصية على كبل رقيق نسبيا بطول 2000 ميل، الذي تم فحصه بشكل بسيط عن طريق وايتهاوس الذي وافق على صلاحيته للعمل. الكبل بقي تحت الشمس لمده أشهر، الامر الذي سرع وتيره الضرر بالبالطبقه العازله للكبل.
في اغوسطوس سنه 1857, بدائت مرحله وضع الكبل، لكن بعد 300 ميل عن شاطئ البحر انقطع الكبل، وبعد 3 محاولات فاشله أخرى، بيونيو 1858 تقرر عمل تجربه اخيره بيوليو من نفس السنه. هذه المرة تم وضع الكبل بنجاح، وفي اغوستوس 1858 تم انهاء مشروع الكبل العابر للمحيط الاطلسي.
في بدايه شهر سبتمبر، الكبل بداء بالعمل، الجمهور رأى ان التيليغرافيا المائيه هي فشل تكنلوجي، واخذ هذا الرأي بالتوسع في سنوات ال 1860, بعد ان فشل الكبل المائي الموضوع من قبل الحكومة البريطانيه بالبحر الاحمر لكي يصلها مع الهند.

### استخدامات أخرى
في عام 1942، تعاونت شركة سيمنز براذرز [الإنجليزية] في نيو تشارلتون، لندن، مع المختبر الفيزيائي الوطني في المملكة المتحدة لإعادة توظيف تكنولوجيا كبول الاتصالات البحرية لإنشاء أول خط أنابيب نفط بحري في العالم في عملية بلوتو خلال الحرب العالمية الثانية. قد تكون كبول الألياف الضوئية النشطة مفيدة في اكتشاف الأحداث الزلزالية التي تؤدي إلى تغييرات في استقطاب الكبول.

## التاريخ الحديث

### كبول الاتصالات الضوئية
خلال الثمانينيات، أدى التقدم التكنولوجي إلى تطوير كبول الألياف الضوئية. كان أول كبل هاتف عبر المحيط الأطلسي يستخدم الألياف الضوئية هو كبل اتصالات عبر الأطلسي (TAT-8)، والذي دخل حيز التشغيل في عام 1988، يتكون كبل الألياف الضوئية من أزواج متعددة من الألياف، يحتوي كل زوج على ليف واحد في كل اتجاه. كان لدى كبل اتصالات عبر الأطلسي زوجان تشغيليان وزوج احتياطي واحد. تشتمل كبول الألياف الضوئية البحرية على أجهزة إعادة إرسال على فترات منتظمة (باستثناء كبول الخطوط القصيرة جدًا).

### أهمية الكبول البحرية
تعتبر المعاملات التي تجري عبر الكبلات البحربة أكثر من المعاملات التي تتم عبر الاقمار الصناعية والتي هي بنسبة 1 في المائة، وذلك لان الكبلات قادرة على تمرير (terabits per second) المعلومات بكفاءة وسرعة بعيدا عن رقابة البشر وتغيير مسارات مرور المعلومات في حالة وقوع عطب في أحد الكبلات، بحكم توجد عدة كبلات أخرى لنقل المعلومات لبلد معين، غير أن تكلفة إنجاز هذه الكبلات البحربة هي بملايين الدولارات. بينما القمر الصناعي يستطيع تمرير المعلومات بسرعة أقل (1000 megabits per second) مع صعوبة الحصول على خدمة الإنترنت عبر الدش.
كنتيجة للفائدة التي توفرها هذه الكبلات وتكلفة إنجازها المرتفعة عادت بالنفع ليس فقط لشركات الكبلات والسفن التي تقاضى أجر إنجاز الكبلات البحرية، بل حتى للحكومات. فمثلا اعتبرت أستراليا الكبلات البحرية التابعة لها «تحي اقتصاد أستراليا الوطني» (ACMA). انشأت مناطق محمية في عرض البحر للحيلولة دون وقوع أعطاب أو قطع هذه الكبلات.

### الاستثمار والتمويل
رغم الاستثمار الاجنبي في الكبلات البحرية الهادفة لتزويد الدول الصاعدة سواء عبر المحيط الهادي أو الأطلسي، في هذه الأيام يتم مضاعقة الجهود لتوسيع كبلات الالياف البصرية لتشمل هذه الدول، على غرار SEACOM التي تمتلك 75 في المائة من أسهمها الدول الإفريقية، والتي ربطت غرب إفريقيا عبر ليف بصري بالإنترنت في تموز 2009، العملية توقفت مدة شهر نتيجة نسبة الفقر المتصاعد في غرب إفريقيا.

### القارة القطبية الجنوبية
القارة القطبية الجنوبية هي القارة الوحيدة التي لم يصلها بعد كبل اتصالات بحري. وفي الوقت الحالي، لا بد من توجيه حركة الهاتف والفيديو والبريد الإلكتروني من القارة إلى بقية أنحاء العالم عبر روابط الأقمار الصناعية التي تكون محدودة التوفر والسعة. في حين أن القواعد داخل القارة القطبية الجنوبية يمكنها التواصل مع بعضها البعض من خلال الراديو، فإن هذا لا يشكل سوى شبكة محلية. لكي يكون كبل الألياف الضوئية بديلاً قابلاً للتطبيق، يجب أن يكون قادرًا على تحمل درجات حرارة تصل إلى -80 درجة مئوية (−112 درجة فهرنهايت) بالإضافة إلى الضغط الهائل الناتج عن تدفق الجليد حتى 10 أمتار (33 قدمًا) سنويًا. وبالتالي، فإن التوصيل بالعمود الفقري الأكبر للإنترنت مع النطاق الترددي العالي الذي توفره كبول الألياف الضوئية لا يزال يمثل تحديًا اقتصاديًا وتقنيًا غير ممكن حتى الآن في القطب الجنوبي.

## إصلاح الكبول

صورة متحركة توضح الطريقة المستخدمة لإصلاح كبول الاتصالات البحرية.

يمكن أن تنقطع الكبول بسبب سفن الصيد والمراسي والزلازل والتيارات العكرة وحتى عضات أسماك القرش. واستنادًا إلى عمليات المسح في المحيط الأطلسي والبحر الكاريبي، فقد وجد أنه بين عامي 1959 و1996 كانت نسبة حوادث القطع بسبب الأحداث الطبيعية أقل من 9%. واستجابة لهذا التهديد الذي تتعرض له شبكة الاتصالات، تطورت ممارسة دفن الكبول. كان متوسط حدوث أعطال الكبول هو 3.7 لكل 1000 كيلومتر (620 ميل) سنويًا من عام 1959 إلى عام 1979. وانخفض هذا المعدل إلى 0.44 لكل 1000 كيلومتر سنويًا بعد عام 1985، وذلك بسبب انتشار دفن الكبول بدءًا من عام 1980. ومع ذلك، تظل انقطاعات الكبول مصدر قلق معاصر، حيث يتم إجراء أكثر من 50 إصلاحًا سنويًا في المحيط الأطلسي وحده، وتم تسجيل انقطاعات ملحوظة في الأعوام 2006 و2008 و2009 و2011.

## أهم الأحداث
- أدى زلزال ضرب نيوفوندلند سنة 1929 إلى أيقاف مجموعة من الكبلات البحرية عن العمل.
- في 2005 أتلف كبل بحري SEA-ME-WE-3 على بعد 35 كلم من جنوب كراشي التي تمكن باكستان من الاتصال بالعالم، ما أدى لحرمان حوالي 10 ملايين شخص من الإتصال بالإنترنت.
- أدى زلزال هونغ كونغ إلى تخريب كبلات بحرية كانت تربط بين الفلبين وتايوان وذلك في 26 دسمبر 2006.
- قام مجموعة من الأشخاص سنة 2007 بسرقة كبل بحري T-V-H وذلك بقطع جزء منه وبلغ 11 كلم بهدف بيعه كخردة تزن 100 طن، ما تسبب في ترك مستخدمي الإنترنت فيفيتنام باتصال بطيء جدا بالإنترنت.
- مجموعة من الأعطاب حصلت سنة 2008 في الكبلات البحرية المارة من قناة السويس تسببت في مشاكل بالنسبة لايران وماليزيا وتضررت الهند ودول الشرق الأوسط.
- في شهر أبريل 2010 الكبل البحري سي مي وي 4 والذي يربط الجنوب الشرقي لآسيا بأوروبا قطع في 3 أماكن، في مدينة باليرمو، إيطاليا.
- في مارس 2013، SEA-ME-WE-4 قطع بواسطة صيادين قرب مصر ما أدى لقطع الاتصال بين فرنسا وسنغافورة.
- في نوفمبر 2014 SEA-ME-WE 3 حصل عطب غير معروفة أسبابه في هذا الكبل، ما أدى لقطع الإتصال بين أستراليا وسنغافورة.
- في 19 كانون الأول 2018 حصل مفاجئ عطب غير معروفة أسبابه في هذا الكبل، ما أدى لضعف الإتصال في العراق.

## اقرأ أيضًا
- كبل قوى
- خط جهد عالي
- تيار الجهد العالي المستمر
- مقال كامل بالصور والفيديو.
- خريطة تفصيلية تفاعلية للكبلات البحرية.